# Ние сме момчетата от Ламбет
„Ние сме момчетата от Ламбет“ (на английски: We Are the Lambeth Boys) е британски късометражен документален филм, чиято премиера се състои през 1959 година.

## Сюжет
Филмът разказва историята на един младежки клуб в лондонския квартал Ламбет и неговите посетители. През деня младежите ходят на училище или на работа(в месарския магазин, шивашкото ателие, хлебопекарната или пощата), а вечер се събират в клуба за да прекарат няколко часа заедно, да поговорят, да поспорят върху наболелите проблеми или да потанцуват. Клубът се радва на голяма посещаемост в края на работната седмица- петък и събота.

## В ролите
- Джон Роласън като разказвача
- Тони Бенсън като Уди Бенсън
- Ейдриан Хардинг като Ейди
- Брайън Мот като Брайън[1]

## Продукция
Филмът е заснет в продължение на шест седмици през 1958 година в Алфорд Хаус в Южен Лондон, като бюджета е подсигурен от Форд Мотър Къмпани. Премиерата му е през 1959 година.

## Номинации
- Номинация за наградата БАФТА за най-добър документален филм от 1960 година.